# لائیتیا آقاب
لائیتیا آقاب (انگلیسی: Laetitia Agab؛ زادهٔ ۱۳ فوریهٔ ۱۹۸۵) بازیکن فوتبال اهل الجزایر است.
وی همچنین در تیم ملی فوتبال Algeria بازی کرده‌است.